# 戸田英作
戸田 英作（とだ えいさく）は、日本の国際公務員、環境学者、国家公務員。
国際連合環境計画（UNEP）水銀に関する水俣条約事務局（於スイス・ジュネーブ）のシニア・プログラム・マネジメント・オフィサー（SPMO：上席計画管理統括官、副事務局長相当）を務める。
UNEP勤務以前、環境省、地球環境戦略研究機関（IGES）に在職した。

## 来歴
1983年私立東大寺学園高等学校を卒業。1987年に東京大学教養学部基礎科学科第二を卒業し、同年環境庁に技官として入庁。環境基本法の立案、環境マネジメントシステム、越境大気汚染対策等に従事。英国サセックス大学、新潟県庁などを経て、2001年から2004年まで、経済協力開発機構（OECD：パリ）環境保健安全課にて化学物質の環境リスク対策を担当した。
2005年1月、環境省に戻り、総合環境政策局環境保健部環境安全課課長補佐として、2005年11月にOECD化学品試験法ガイドライン作業グループ議長、2006年4月国際化学物質管理会議（ICCM）副議長等を歴任。2007年から総合環境政策局環境保健部企画課化学物質審査室長として化学物質審査規制法に従事。2009年7月から地球環境局地球温暖化対策課市場メカニズム室長として、温室効果ガスの排出量取引制度の運営・企画立案、カーボン・オフセット制度の普及促進、京都クレジットの開発・取得等を担当した。。その後、総合環境政策局環境保健部環境安全課環境リスク評価室長を経て、2013年4月、地球環境局国際連携課長に昇任。2014年7月から公益財団法人地球環境戦略研究機関（神奈川県三浦郡）統括研究プログラムマネージャーを務める。
2015年7月に環境省から国連環境計画（UNEP）に派遣され、化学品・廃棄物部門の技術・金属チームリーダーとして、UNEPの世界水銀パートナーシップ、水銀プログラム、鉛・カドミウムプログラムなどを担当。2017年7月、国連環境計画水銀に関する水俣条約事務局の上席計画統括官（シニアプログラムオフィサー）。2023年6月に環境省を辞職。現在、水銀に関する水俣条約事務局（於スイス・ジュネーブ）に於いて、副事務局長に相当するシニア・プログラム・マネジメント・オフィサー（Senior Programme Management Officer：上席計画管理統括官）を務める。
出版物として、『環境基本法の解説』｢Risk Assessment of Chemicals」(共に共著）がある。

## 受賞
2023年第15回日本LCA学会の国際連携賞（業績課題：「水銀に関する水俣条約の有効性評価に資するグローバルシナリオモデルの開発」）受賞（中島謙一、Marcello M. Veiga、Jacopo Seccatore、Tatiane Marinと共同受賞。